# Cila
Cila (en griego, Κίλλα) era una antigua ciudad de Eólida.
Homero, en el canto I de la Ilíada, la menciona como un lugar protegido por Apolo, al igual que Crisa y Ténedos.
Es citada por Heródoto entre las doce primitivas ciudades eolias.
Estrabón la sitúa en el territorio de Adramitio, cerca de donde se había ubicado Tebas Hipoplacia y donde aún existía un santuario de Apolo Cileo, situado junto al río Cileo. Plinio el Viejo, por su parte, cita Cila entre las ciudades desaparecidas de la región de Eólida.